# Goera katugastota
Goera katugastota är en nattsländeart som beskrevs av Schmid 1958. Goera katugastota ingår i släktet Goera och familjen grusrörsnattsländor. Inga underarter finns listade i Catalogue of Life.